# Азійський трионікс чудовий
Азійський трионікс чудовий (Nilssonia formosa) — вид черепах з роду азійський трионікс родини трикігтеві черепахи. Інша назва «бірманська м'якопанцирна черепаха».

## Опис
Карапакс завдовжки досягає 65 см. Голова трохи звужена, морда витягнута. Панцир круглий. Має масивні лапи з розвиненими плавальними перетинками.
Карапакс оливково—зелена або оливково—бурого забарвлення з чорнуватими перетинками із пластроном. У молодих особин є 4 «окуляри» з темними полями, що зникають з віком. Пластрон білий. Голова, шия і ноги оливково—зелені з численними жовтими плямами з темною облямівкою. На кожному боці голови є подовжені темні відблиски на скронях. Нижні частини підборіддя та шиї мають кремовий відтінок.

## Спосіб життя
Полюбляє ріки та струмки з піщаним та мулистим дном. Харчується рибою, комахами, равликами.
Самиця відкладає до 30 яєць. Інкубаційний період триває до 100 діб.

## Розповсюдження
Це ендемік М'янми. На даний час цю черепаху намагаються поширити у Таїланді.